# Suzdal

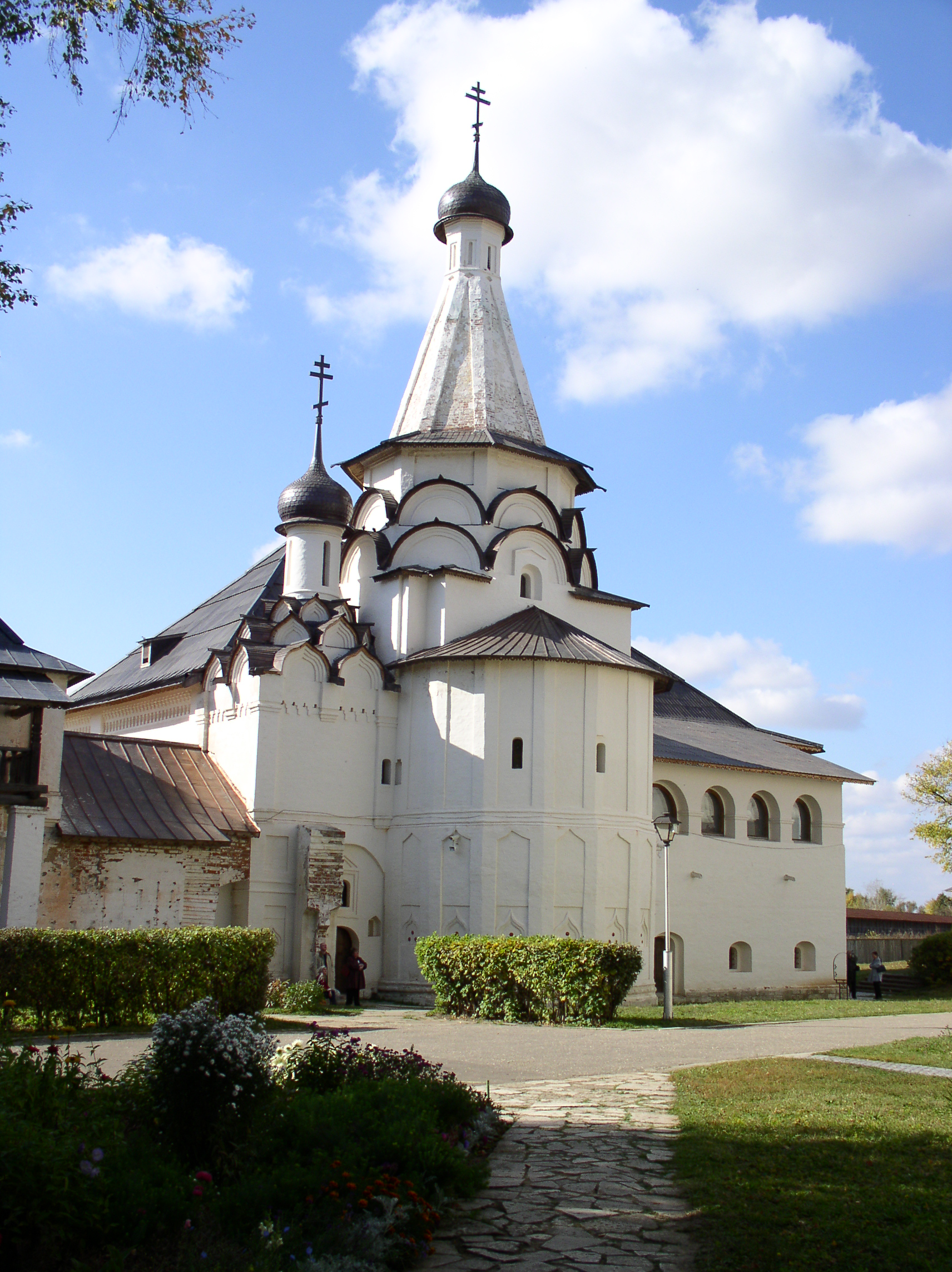
Klasztor św. Eutymiusza w Suzdalu

Suzdal (ros. Суздаль) – miasto (od 1778) w Rosji w obwodzie włodzimierskim, 11 tysięcy mieszkańców (2008). Położone nad rzeką Kamienką, dopływie Nerli. Miasto należy do tzw. Złotego Pierścienia Rosji. W czasie II wojny światowej w Suzdalu znajdował się obóz dla jeńców polskich.

## Historia
- XI wiek - miasto w Księstwie Rostowsko-Suzdalskim.
- początek XII wieku - stolica Księstwa Rostowsko-Suzdalskiego.
- 1157 rok - miasto w Księstwie Włodzimiersko-Suzdalskim (Andrzej I Bogolubski przenosi stolicę do Włodzimierza).
- środkowe lata XIII wieku - stolica samodzielnego Księstwa Suzdalskiego.
- początek XIV wieku - stolica Księstwa Suzdalsko-Niżnonowogrodzkiego.
- 1392 rok - miasto w Wielkim Księstwie Moskiewskim.
- XVI wiek - rozpoczyna się budowa monastyrów. Powstało ich 11. (Do obecnych czasów przetrwało 5 kompleksów). Miasto staje się jednym z ważnych centrów religijnych Rusi.
- XVII wiek - okres bujnego rozkwitu ekonomicznego miasta.
- 1796 rok - miasto powiatowe guberni włodzimierskiej.
- końcowe lata XIX wieku - Suzdal staje się małoznaczącym prowincjonalnym miastem.
- 1967 rok - przyjęto plan rozwoju miasta, zgodnie z którym stało się ono miastem-muzeum. Powstały kompleksy turystyczne, odrestaurowano zabytki, otwarto muzealne ekspozycje.
- 1978 rok - miasto otrzymuje status miasta-muzeum UNESCO.

## Zabytki
- Drewniana cerkiew Świętego Mikołaja - zbudowana w Głotowie w Rosji w roku 1766. W 1960 przeniesiony stamtąd do Suzdalu jako część muzeum drewnianej architektury.
- Cerkiew Zmartwychwstania Pańskiego - wybudowana w 1720. W odróżnieniu od wzniesionego w tym samym okresie kościoła Świętego Mikołaja, ma gipsowe ściany z drewnianą konstrukcją wspierającą.
- Monaster Świętego Aleksandra - zbudowany w roku 1240, przebudowany całkowicie w XVII w.
- Żeński monaster Opieki Matki Bożej - wzniesiony w 1264, główny element stanowi katedra Opieki Matki Bożej, wybudowana w 1518 przez nieznanego architekta. We jej wnętrzu nie ma żadnych malowideł, wszystkie ściany są białe.

## Współpraca
- Évora, Portugalia
- Klec, Czechy
- Czerwieńsk, Polska[1] (do 9 marca 2022 r.)
- Rothenburg ob der Tauber, Niemcy
- Windham, Stany Zjednoczone

## Galeria

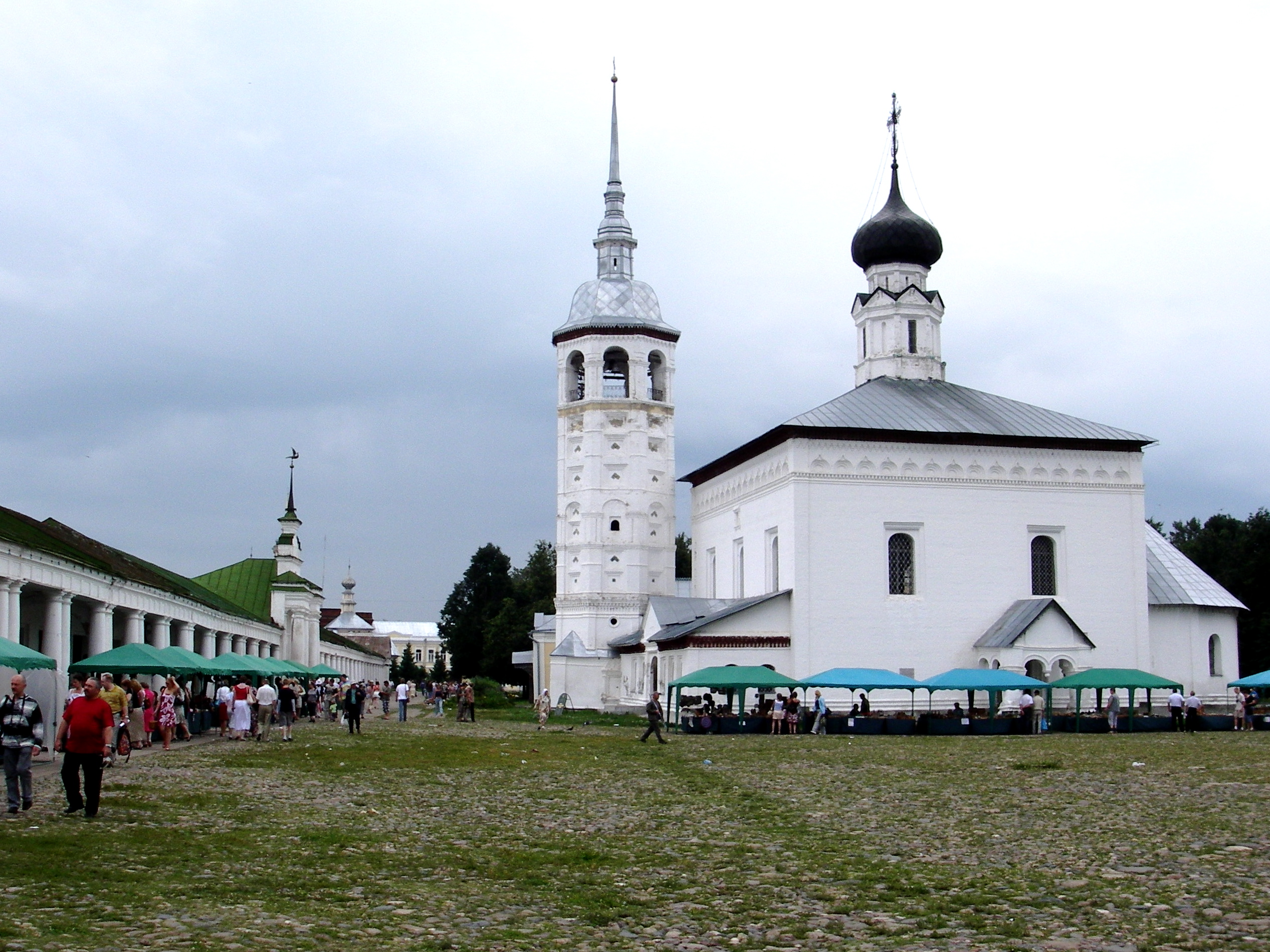
Cerkiew Zmartwychwstania Pańskiego
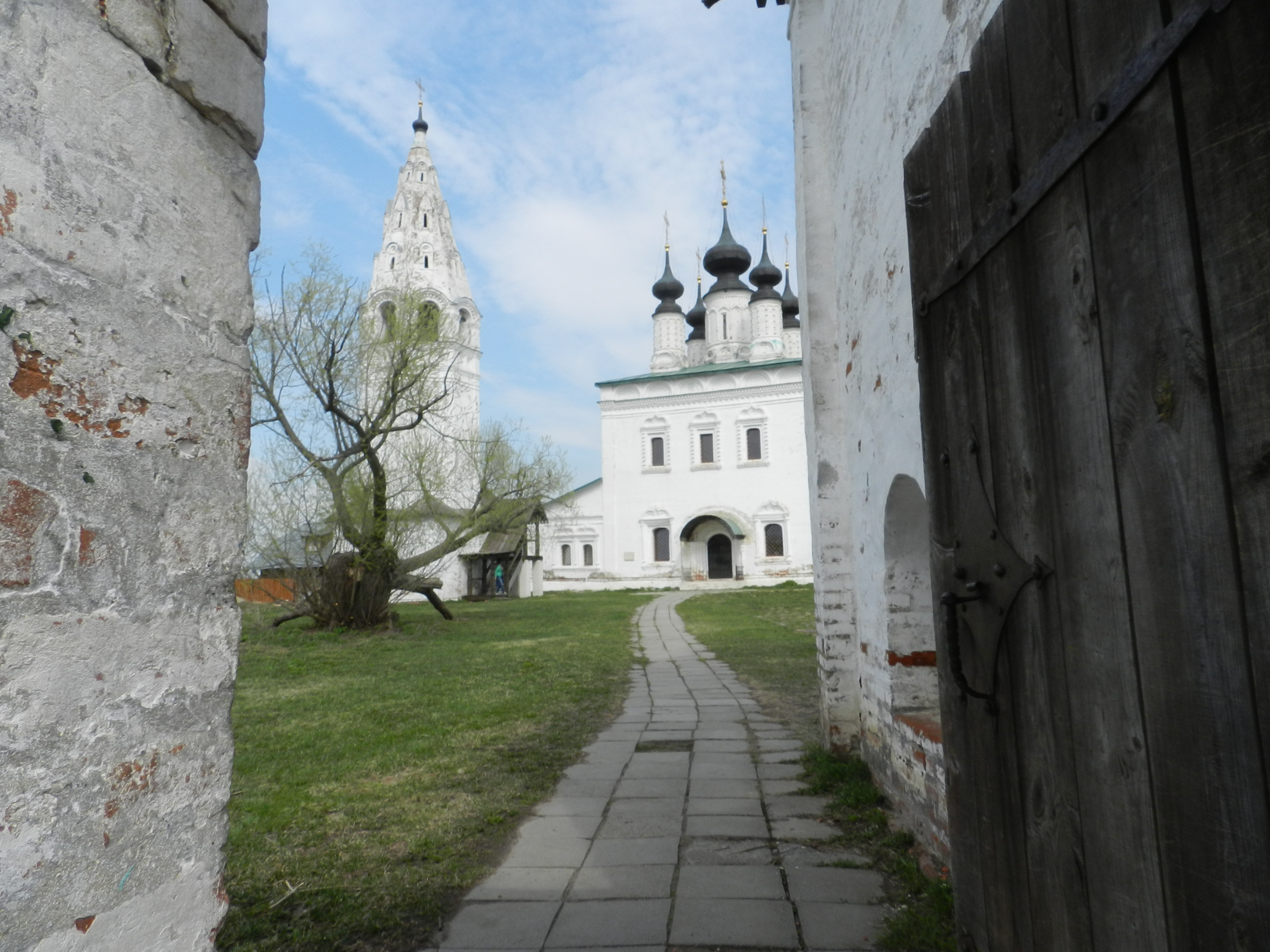
Monaster św. Aleksandra Newskiego
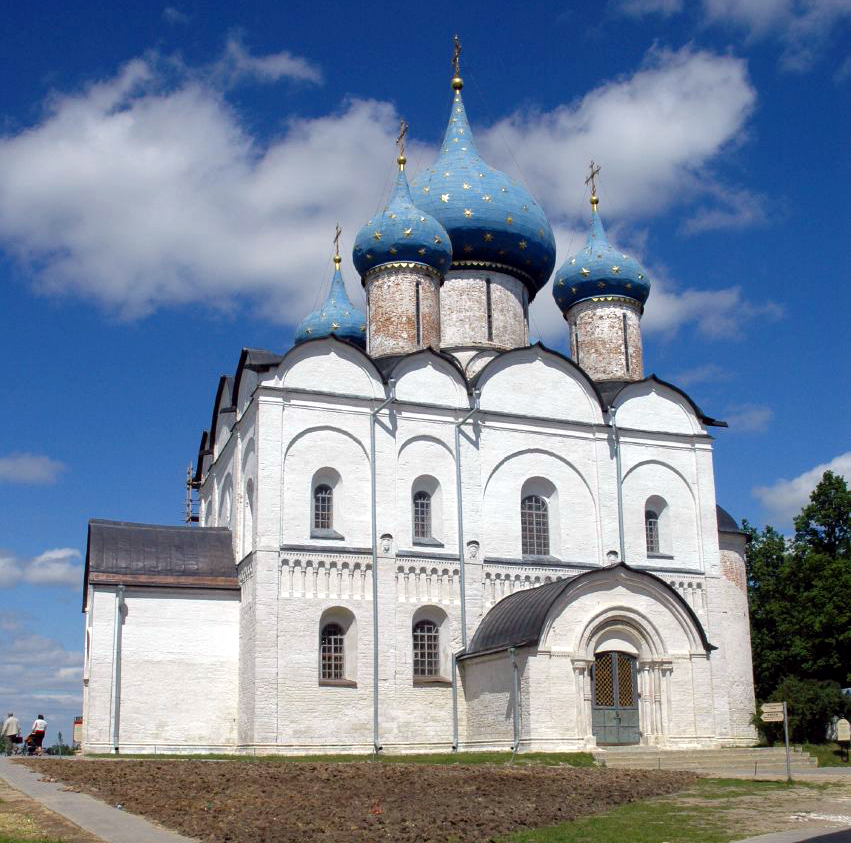
Sobór Narodzenia Najświętszej Maryi Panny
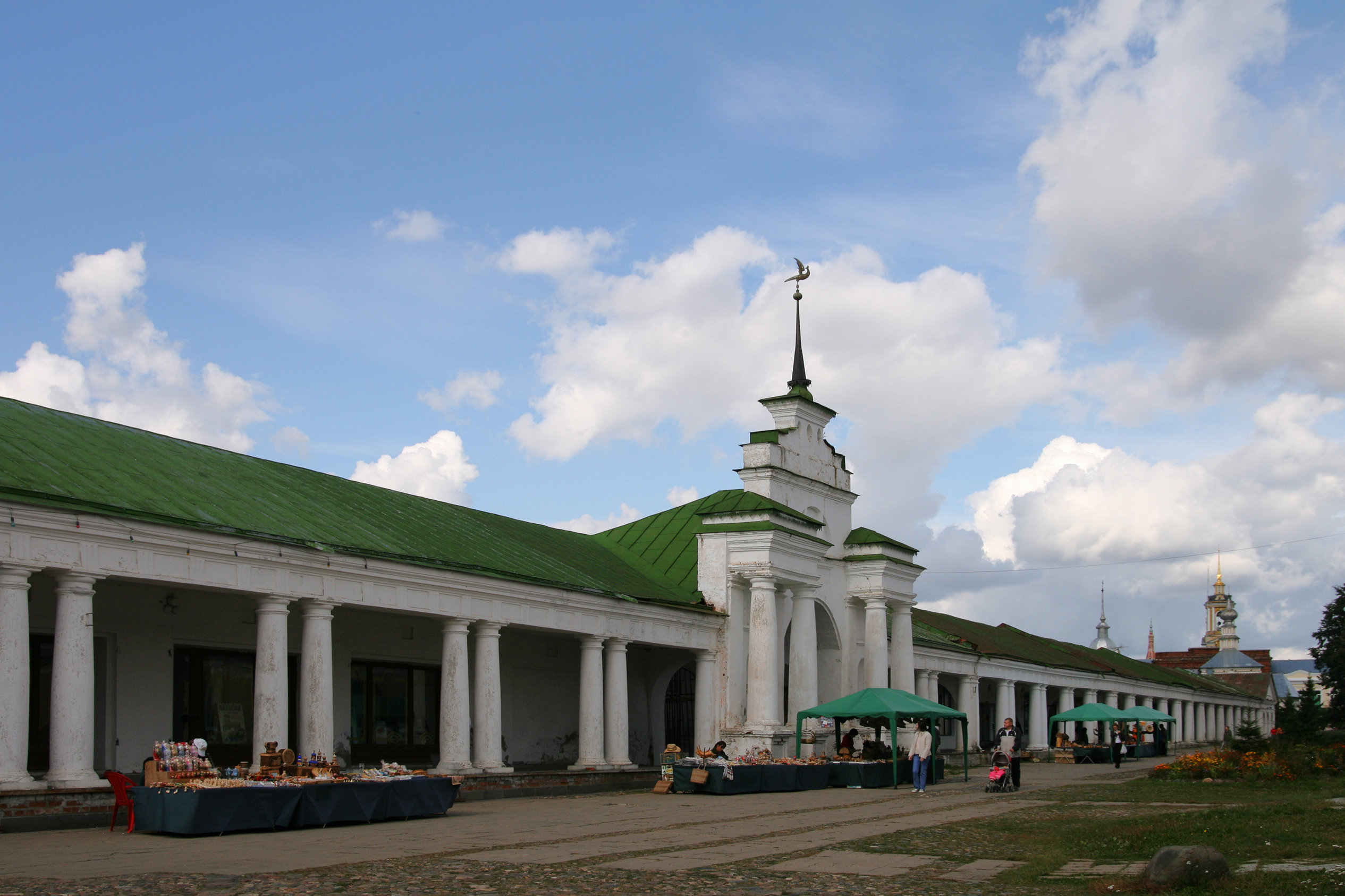
Targ
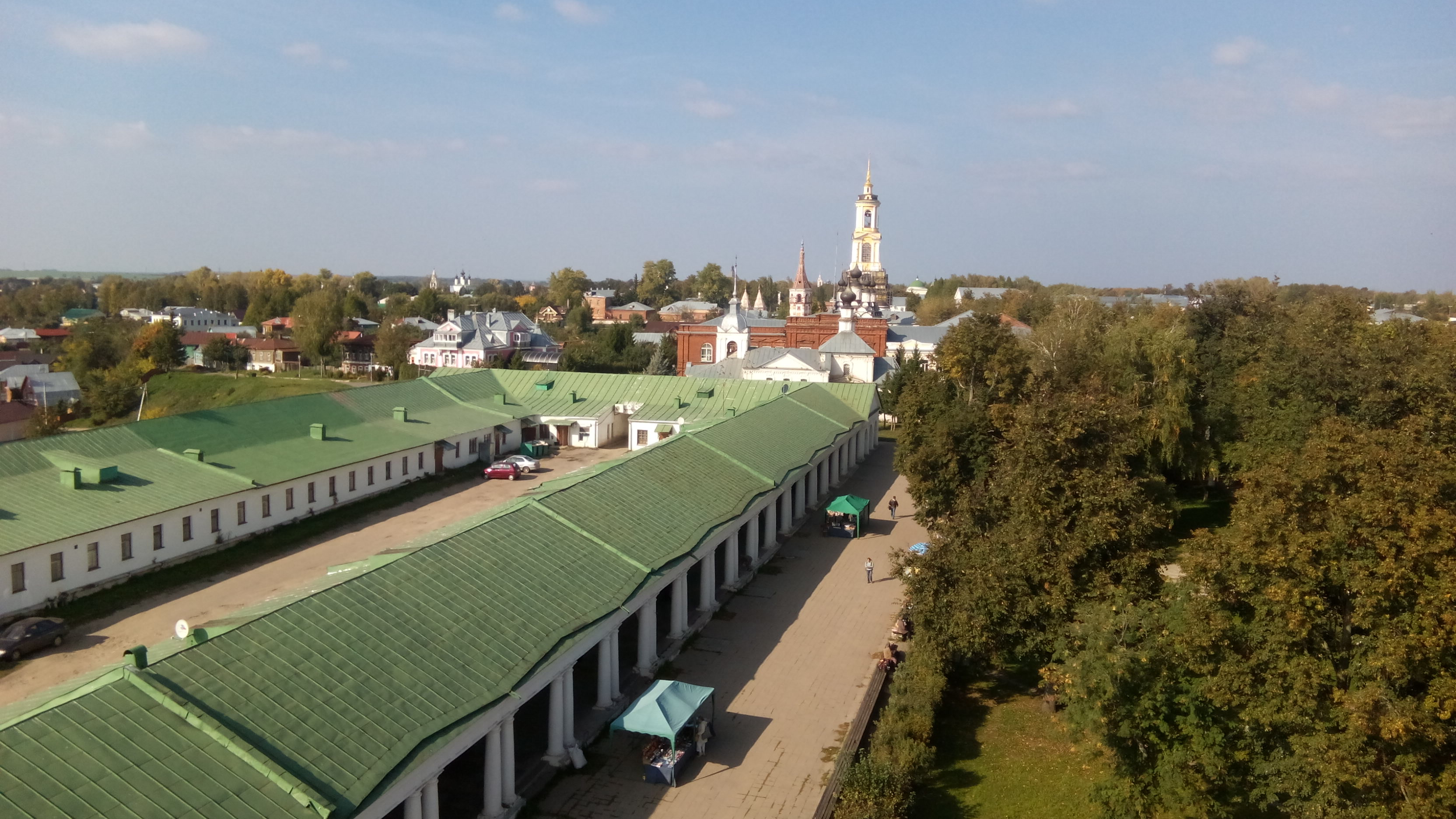
Widok z Cerkwi Zmartwychwstania na targ i inne cerkwie
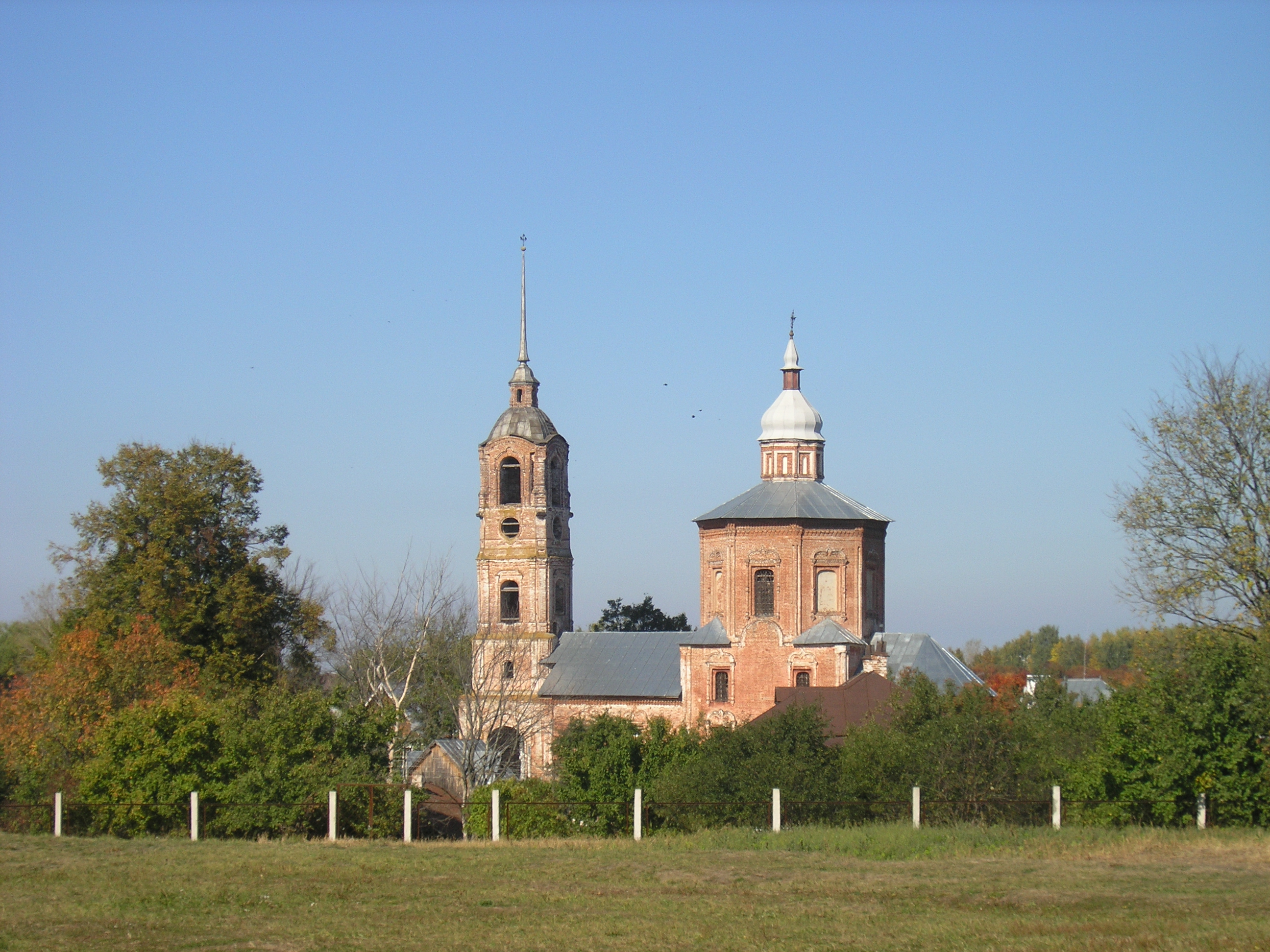
Cerkiew św. Borysa i Gleba
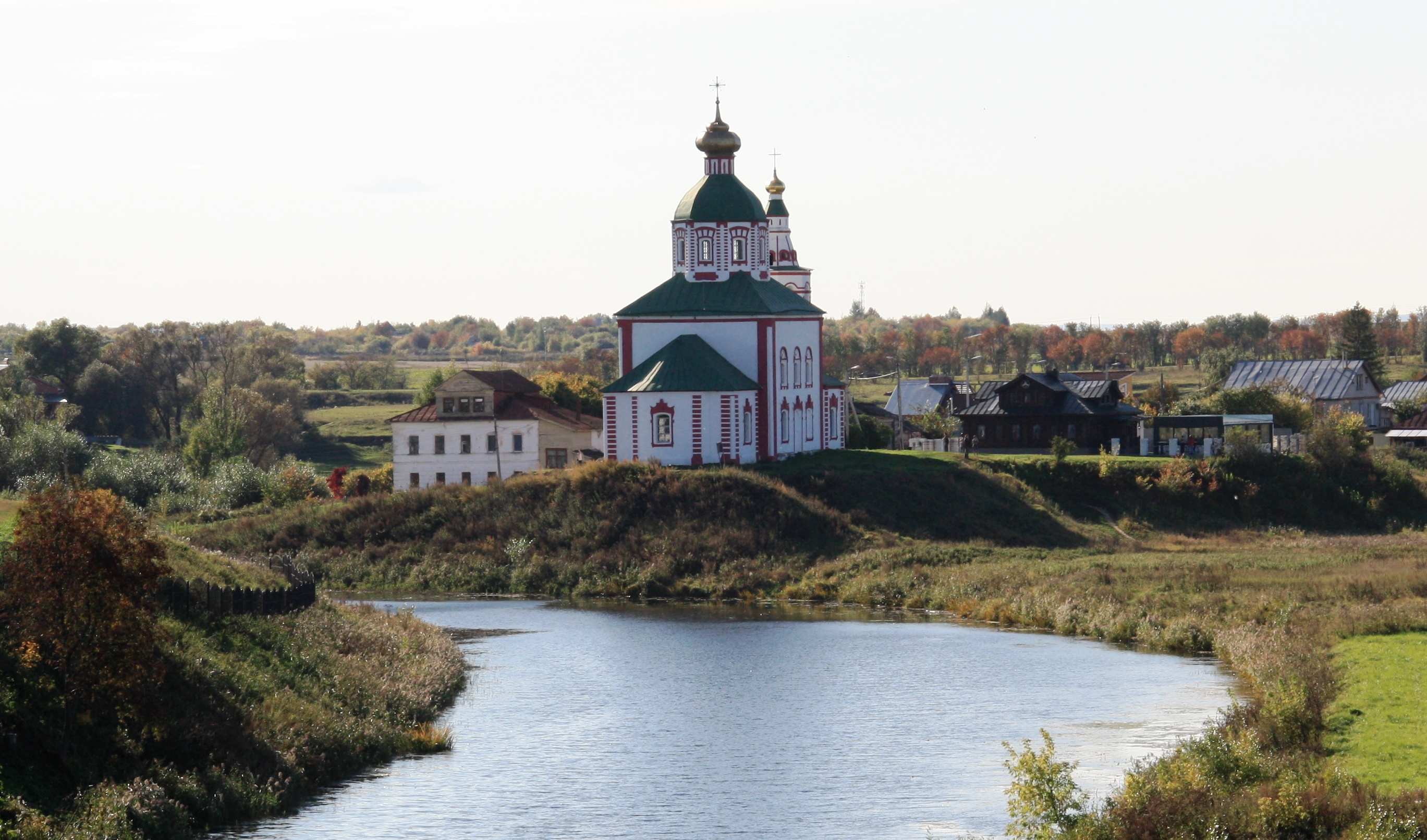
Cerkiew św. Proroka Eliasza
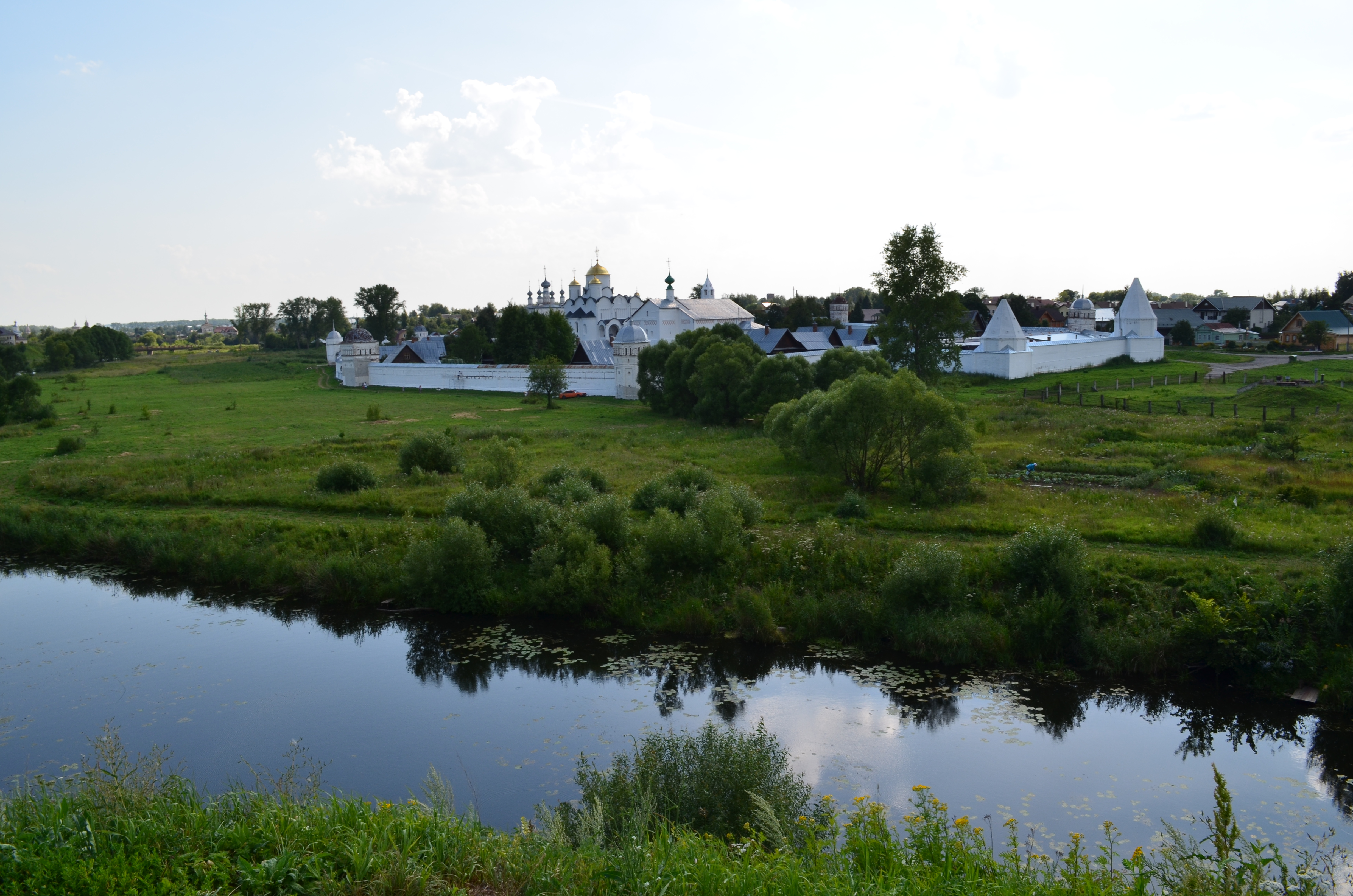
Monaster Opieki Matki Bożej